# Cybaeus asahi
Cybaeus asahi är en spindelart som beskrevs av Kobayashi 2006. Cybaeus asahi ingår i släktet Cybaeus och familjen vattenspindlar. Inga underarter finns listade i Catalogue of Life.